# Al-Qasas
Al-Qasas (Le Narrazioni) è la ventottesima Sura del Corano, una sura meccana composta da 88 versetti. Questa sura prende il nome dalle numerose narrazioni e storie presenti al suo interno, molte delle quali riguardano i profeti e le loro comunità. La sura sottolinea l'importanza della fede, della perseveranza e della giustizia, mentre narra le vicende di Mosè, Faraone e altri personaggi biblici.

## Contenuto

### Introduzione e Narrazione di Musa
Versetti 1-13: La sura inizia con la storia del neonato Mosè, che viene salvato dalle acque del Nilo e cresciuto nella casa del Faraone. Mosè, dopo aver ucciso accidentalmente un uomo, fugge in Madian, dove si sposa e riceve la chiamata divina da parte di Allah.

### La Chiamata di Mosè
Versetti 14-30: Allah parla a Mosè attraverso un roveto ardente e lo incarica di liberare gli Israeliti dalla schiavitù del Faraone. Mosè, con l'aiuto di suo fratello Aronne, affronta il Faraone e chiede la liberazione del suo popolo. Il Faraone rifiuta e viene minacciato con segni miracolosi, ma persiste nella sua ostinazione.

### Prove e Miracoli di Mosè
Versetti 31-44: Allah manda una serie di segni e miracoli attraverso Mosè per dimostrare la sua autorità e per esortare il Faraone a convertirsi. Tuttavia, il Faraone e i suoi seguaci persistono nell'ingiustizia e nell'opposizione alla verità divina.

### Narrazioni di Altri Profeti
Versetti 45-88: La sura continua con una serie di narrazioni su altri profeti, tra cui:
- La storia di Qarun, un uomo ricco e arrogante che viene distrutto per la sua avidità e la sua disobbedienza.
- La storia di David e Golia, che sconfigge il gigante nonostante le apparenze.
- La storia di Salomone e il suo giudizio in un caso di contesa tra due donne.
- La storia di un popolo che si rivolta contro i profeti e viene punito con un terremoto.
- La storia di un uomo giusto che avverte la sua comunità dell'ira divina, ma viene rifiutato e ucciso.

## Analisi
La Sura Al-Qasas offre un'ampia panoramica delle narrazioni profetiche, evidenziando la costante lotta tra il bene e il male e l'importanza della fede e della perseveranza nella ricerca della giustizia. Le storie di Mosè, Faraone e altri profeti forniscono un esempio di coraggio, fede e obbedienza alla volontà divina.
La sura incoraggia i credenti a riflettere sulla saggezza e sulla misericordia di Allah, così come sull'importanza di seguire la guida divina e di evitare l'opposizione alla verità. Attraverso le narrazioni dei profeti e le loro prove, la Sura Al-Qasas invita i musulmani a perseverare nella fede e nella giustizia, consapevoli che Allah è sempre con coloro che sono dalla parte della verità.